# Аверно

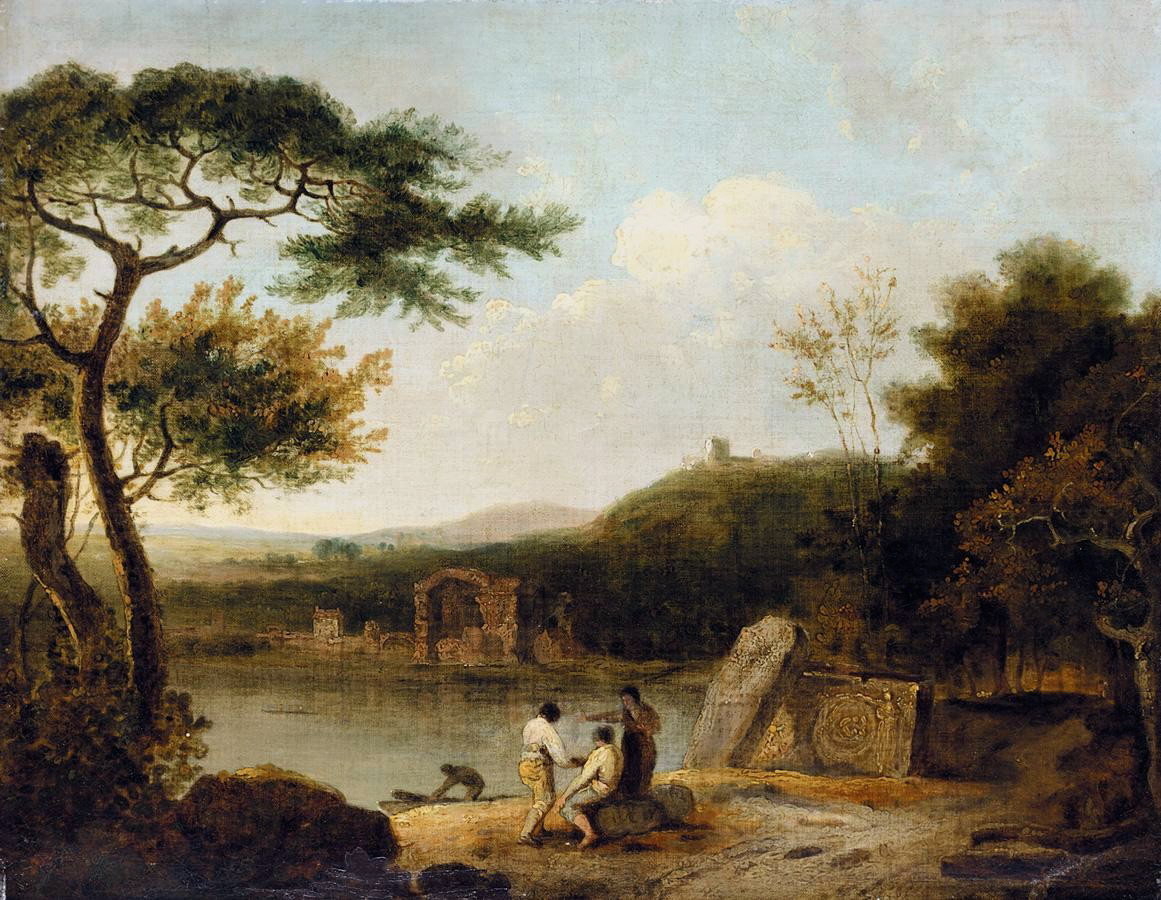
Озеро Аверно на картине Ричарда Уилсона (ок. 1765)

Аверно (итал. Lago d'Averno) — озеро в Кампании, представляющее собой заполненный водой вулканический кратер почти круглой формы, около 2 км в ширину и около 60 м в глубину. Находится близ Неаполя, в 4 км к северо-западу от Поццуоли.
Невдалеке от озера располагался начиная с VIII века до н. э. город Кумы, первая греческая колония в материковой части Италии. С этого времени озеро и находящаяся рядом с ним пещера считались одним из входов в Аид. В этой пещере, по преданию, жила кумская Сивилла.
В «Энеиде» Вергилия Эней спускается в Аид через пещеру рядом с этим озером. Само озеро получило название от греч. ῎Αορνος «лишённый птиц»: сегодня озеро ничем не отпугивает птиц, но не исключено, что в прошлом остаточная вулканическая активность могла вызывать ядовитые испарения, делавшие берега озера безжизненными.
Тем не менее в римскую эпоху прибрежная зона была застроена виллами, а в 37 г до н. э. Марк Випсаний Агриппа соединил Авернское озеро каналом с соседним Лукринским озером, а то, в свою очередь, с морем, и попытался таким образом создать здесь военный порт, назвав его Portus Iulius в честь Юлия Цезаря.
П. А. Толстой описывает озеро под названием Мёртвого моря: «Та вода округла, величеством поперег будет сажень 1000, от великаго моря отделилась землею; а вода в том Мертвом море соленая ж, как и в великом море. Подле того Мертваго моря луг великой, по которому много поросло лесом. На том лугу в древние лета поганской народ сожигали мертвых телеса и пепел тех созженных тел относили в гору и клали в каменные гробы, которые и ныне суть видимы, изрядным мастерством были зделаны и подписаны изнутри стенным писмом».